# Kim Go-eun
Kim Go-eun (김고은?, Gim Go-eunLR, Kim GoŭnMR; Seul, 2 luglio 1991) è un'attrice sudcoreana.
Ha debuttato nel film acclamato dalla critica Eun-gyo, per cui ha vinto diversi premi come miglior nuova attrice in Corea del Sud. Successivamente è apparsa nei thriller gialli Monster, Chinatown e Hyeomnyeo kar-ui gi-eok. Ha poi esteso la sua filmografia alla televisione dove ha interpretato ruoli di primo piano nelle serie Cheese in the Trap e Sseulsseulhago challanhasin - Dokkaebi.

## Biografia
Nel 1994, all'età di tre anni, Kim si trasferì con la famiglia a Pechino e vi rimase per dieci anni. Il regista Jung Ji-woo dà credito alla sua educazione, dicendo: "È naturalmente curiosa e coraggiosa, è forte nel senso che non viene influenzata facilmente, non fa le cose solo perché tutti gli altri le fanno." Dopo aver guardato più volte il film Together with You di Chen Kaige, piangendo ogni volta, decise di diventare una regista, ma si ritrovò invece a iscriversi alla scuola di teatro della Korea National University of Arts.
Nel 2012 Kim fu catapultata al centro dell'attenzione dei media interpretando la protagonista Eun-gyo, una studentessa diciassettenne, nel film omonimo: sconosciuta fino a quel momento al mondo della televisione e del cinema, avendo partecipato solo a produzioni scolastiche, incontrò il regista Jung Ji-woo tramite amici senza sapere delle audizioni in corso.
Nonostante le numerose offerte ricevute dopo Eun-gyo, decise di finire l'università e tornò sul grande schermo nel 2014 nel thriller Monster, seguito nel 2015 da Chinatown, Hyeomnyeo, kar-ui gi-eok e Seongnan byeonhosa. Kim debuttò in televisione nel 2015 nel serial Cheese in the Trap, per il quale prestò anche la voce cantando il brano "Attraction" per la colonna sonora.

## Filmografia

### Cinema
- Yeong-a (영아?) – cortometraggio (2012)
- Eun-gyo (은교?), regia di Jung Ji-woo (2012)
- Neverdie Butterfly (네버다이 버터플라이?, Nebeoda-i beoteopeulla-iLR), regia di Jang Hyun-sang (2013)
- Monster (몬스터?, MonseuteoLR), regia di Hwang In-ho (2014)
- Chinatown (차이나타운?, Cha-inata-unLR), regia di Hang Joong-hee (2015)
- Hyeomnyeo, kar-ui gi-eok (협녀, 칼의 기억?), regia di Park Heung-sik (2015)
- Seongnan byeonhosa (성난 변호사?), regia di Heo Jong-ho (2015)
- Gye-chun halmang (계춘할망?), regia di Chang Gam-dok (2016)
- Byeonsan (변산?), regia di Lee Joon-ik (2016)
- Ppaengban (뺑반?), regia di Han Jun-hee (2019)
- Yooyeolui Eumakaelbum (유열의 음악앨범), regia di Jung Ji-woo (2019)
- Untact (언택트) - cortometraggio, regia di Kim Ji-woon (2020)
- Yeong-ung (영웅), regia di Yoon Je-kyoon (2022)
- Dogeudeijeu (도그데이즈), regia di Kim Deok-min (2024)
- Exhuma - La tomba del diavolo (파묘, Pamyo), regia di Jang Jae-hyun (2024)
- Daedosiui sarangbeop (대도시의 사랑법), regia di Lee Eon-hee (2024)

### Televisione
- Cheese in the Trap (치즈인더트랩?, Chijeu in deo teuraepLR) – serie TV (2016)
- Guardian: The Lonely and Great God (도깨비?, Sseulsseulhago challanhasin - DokkaebiLR) – serie TV (2016)
- The King: Eternal Monarch (더 킹: 영원의 군주?, Deo King: Yeong-won-ui gunjuLR) – serie TV (2020)
- Piccole donne (작은 아씨들?, Jag-eun assideulLR) – serie TV (2022)

## Premi e riconoscimenti
| Anno | Premio                                        | Categoria                           | Opera nominata     | Risultato       |
| ---- | --------------------------------------------- | ----------------------------------- | ------------------ | --------------- |
| 2012 | Jecheon International Music & Film Festival   | Premio Moët stella nascente         | Eun-gyo            | Vincitore/trice |
| 2012 | Buil Film Awards                              | Miglior nuova attrice               | Eun-gyo            | Vincitore/trice |
| 2012 | Korean Association of Film Critics Awards     | Miglior nuova attrice               | Eun-gyo            | Vincitore/trice |
| 2012 | Grand Bell Awards                             | Miglior attrice                     | Eun-gyo            | Candidato/a     |
| 2012 | Grand Bell Awards                             | Miglior nuova attrice               | Eun-gyo            | Vincitore/trice |
| 2012 | Blue Dragon Film Awards                       | Miglior nuova attrice               | Eun-gyo            | Vincitore/trice |
| 2012 | Beautiful Artist Awards                       | Premio nuovo artista                | Eun-gyo            | Vincitore/trice |
| 2012 | Busan Film Critics Awards                     | Miglior nuova attrice               | Eun-gyo            | Vincitore/trice |
| 2013 | KOFRA Film Awards                             | Miglior nuova attrice               | Eun-gyo            | Vincitore/trice |
| 2013 | Baeksang Arts Awards                          | Miglior nuova attrice (film)        | Eun-gyo            | Candidato/a     |
| 2013 | New York Asian Film Festival                  | Premio Star Asia stella nascente    | Eun-gyo            | Vincitore/trice |
| 2015 | Bucheon International Fantastic Film Festival | Premio Fantasia                     | Chinatown          | Vincitore/trice |
| 2015 | Buil Film Awards                              | Miglior attrice                     | Chinatown          | Candidato/a     |
| 2016 | Paeksang Arts Awards                          | Miglior nuova attrice (televisione) | Cheese in the Trap | Vincitore/trice |
| 2016 | Paeksang Arts Awards                          | Attrice più popolare (televisione)  | Cheese in the Trap | Candidato/a     |
| 2016 | Style Icon Awards                             | Fantastica stella nascente          | Cheese in the Trap | Vincitore/trice |
| 2016 | APAN Star Awards                              | Miglior nuova attrice               | Cheese in the Trap | Candidato/a     |